# Poholsza
Poholsza – dawny majątek. Tereny, na których był położony, leżą obecnie na Białorusi, w obwodzie grodzieńskim, w rejonie oszmiańskim, w sielsowiecie Holszany.

## Historia
W czasach zaborów folwark w okręgu wiejskim Rogiczynięta, w gminie Holszany, w powiecie oszmiańskim, w guberni wileńskiej Imperium Rosyjskiego. W 1866 roku własność Płaskich. Niegdyś Sapiehów, w 1763 roku własność Ignacego Radzymińskiego-Frąckiewicza, następnie Jana Łastowskiego, Stanisława Zawadzkiego, Walentego Jankowskiego. W 1905 roku liczył 26 mieszkańców, 143 dziesięcin, własność Pławskich.
W latach 1921–1945 folwark a następnie majątek leżał w Polsce, w województwie wileńskim, w powiecie oszmiańskim, w gminie Holszany.
W 1931 w 2 domach zamieszkiwało 20 osób.
Wierni należeli do parafii rzymskokatolickiej i prawosławnej w Holszanach. Miejscowość podlegała pod Sąd Grodzki w Holszanach i Okręgowy w Wilnie; właściwy urząd pocztowy mieścił się w Holszanach.